# Аутосома
Аутосомами у живых организмов с хромосомным определением пола называют парные хромосомы, одинаковые у мужских и женских организмов. Иными словами, кроме половых хромосом, все остальные хромосомы у раздельнополых организмов будут являться аутосомами. Наличие, число копий и структура аутосом не зависят от пола данного эукариотического организма.
Аутосомы обозначают порядковыми номерами. Так, у человека в диплоидном наборе имеется 46 хромосом, из них — 44 аутосомы (22 пары, обозначаемые номерами с 1-го по 22-й) и одна пара половых хромосом (XX у женщин и XY у мужчин).

## Аутосомные заболевания
Аутосомно-доминантное и аутосомно-рецессивное наследование болезней и неблагоприятных признаков  обусловлены мутациями генов, локализованных в аутосомах. Из 94 наиболее распространённых нарушений в геноме человека, вызывающих проблемы со здоровьем, 77 приходится на аутосомы: 45 нарушений в аутосомах характеризуются полным доминированием (косоглазие, дальнозоркость), 6 нарушений проявляют неполное доминирование (анофтальм, эллиптоцитоз), остальные 26 нарушений — аутосомно-рецессивные (альбинизм, галактоземия). Таким образом, в количественном отношении доминантных генетических заболеваний, передающихся через аутосомы, больше, чем рецессивных.
Аутосомно-доминантные заболевания часто передаются по наследству от больных родителей к их детям, имея семейный характер. Ребёнок, рождённый от гетерозиготного носителя доминантной мутации (если второй родитель не имеет аналогичного генетического нарушения), с вероятностью 50 % будет больным.